# Fabian Cancellara
Fabian Cancellara (ur. 18 marca 1981 w Wohlen bei Bern) – szwajcarski kolarz szosowy, dwukrotny mistrz olimpijski w jeździe indywidualnej na czas (2008, 2016), wicemistrz olimpijski w wyścigu ze startu wspólnego (2008), czterokrotny złoty i trzykrotny brązowy medalista mistrzostw świata.

## Kariera

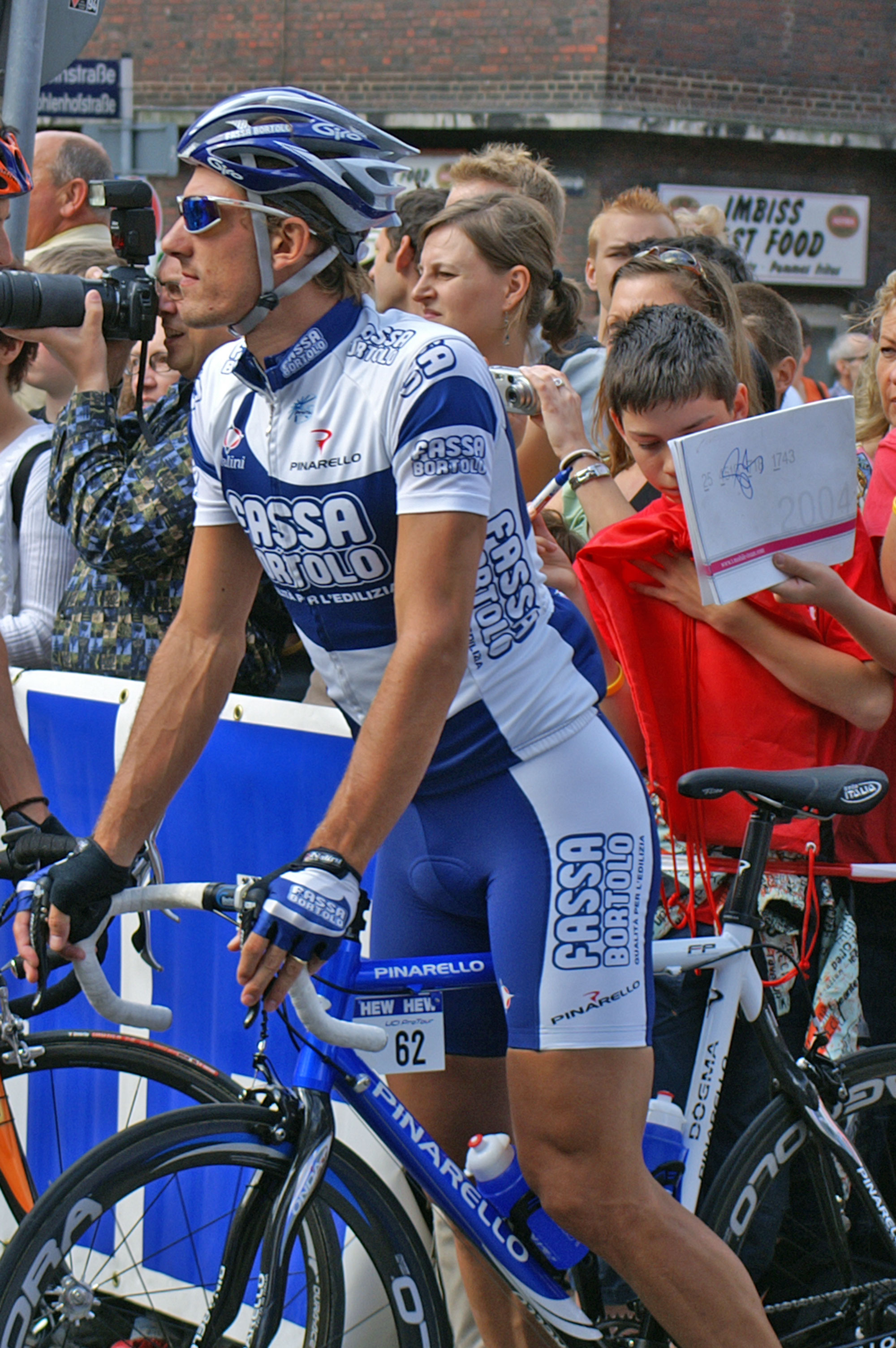
Fabian Cancellara 2005

Już za czasów juniorskich Cancellara zwrócił na siebie uwagę jako specjalista od jazdy na czas, kiedy to dwukrotnie został mistrzem świata w tej dyscyplinie (1998 i 1999). W dwóch pierwszych latach swojej zawodowej kariery (2001–2002) Cancellara jeździł dla drużyny Mapei-Quick Step. Już w roku swojego debiutu wygrał prolog i generalną klasyfikację Wyścigu Dookoła Wyspy Rodos, który to wyczyn powtórzył w roku następnym. W 2002 wygrywał etapy w mniejszych wyścigach, jak również swój pierwszy z trzech tytułów mistrza Szwajcarii w jeździe na czas. Przełom w jego karierze nastąpił po przejściu do drużyny Fassa Bortolo (2003), kiedy to wygrał prologi w Tour de Romandie oraz w Tour de Suisse.
W 2004 Cancellara w swoim pierwszym występie w Tour de France wygrał prolog i założył żółtą koszulkę lidera, którą nosił jeszcze przez jeden etap. Dwa lata później zwyciężył w prestiżowym klasyku Paryż-Roubaix, jako pierwszy Szwajcar od 83 lat. Z początkiem 2006 Cancellara zmienił barwy i dołączył do drużyny Bjarne Riisa – Team CSC, co zaowocowało wygranymi w czasówce na Tirreno-Adriático, wspomnianą wygraną w Paryż-Roubaix, jak również zwycięstwem w etapie na czas w wyścigu Dookoła Katalonii. W międzyczasie zdobył brązowy medal na mistrzostwach świata w Madrycie w 2005 roku. Rok później, podczas mistrzostw w Salzburgu zdobył złoto.
W 2007 Cancellara zdeklasował rywali na prologu Tour de France, w którym na trasie 7,9 km uzyskał 13 sekund przewagi nad drugim Andreasem Klödenem i 23 sekundy nad trzecim George'em Hincapiem. Przez następne dni jeździł w żółtej koszulce lidera wyścigu. Na trzecim etapie kolejnym zwycięstwem umocnił się na pozycji lidera. Dopiero na siódmym etapie stracił prowadzenie w klasyfikacji generalnej na rzecz Linusa Gerdemanna z Teamu T-Mobile. W 2008 roku wziął udział w igrzyskach olimpijskich w Pekinie, gdzie był najlepszy w jeździe na czas, a ze starty wspólnego zajął drugie miejsce za Hiszpanem Samuelem Sánchezem. Rok później wygrał w swej koronnej konkurencji na mistrzostwach świata w Mendrisio.
W 2010 ponownie wygrał wyścig Paryż-Roubaix. Po tym zwycięstwie plotkowano o obecności w jego rowerze elektrycznego silnika, gdyż po zmianie roweru, co oznaczało pozostanie kilka sekund za grupą, w której jechał, w ciągu zaledwie kilku sekund doszedł „grupkę Toma Boonena”, a zaraz potem bez problemu od niej odjechał. W tym samym roku po prologu w Rotterdamie po raz kolejny zdobył żółtą koszulkę lidera Tour de France. Na trzecim etapie jako lider wyścigu zorganizował strajk kolarzy demonstrując dyrektorom wyścigu, że trasa była za trudna (na trasie doszło do wielu kraks; w wyniku jednej z nich musiał wycofać się jeden z faworytów wyścigu – Fränk Schleck). Wiązało się to z utratą koszulki lidera na rzecz Sylvaina Chavanela. Cancellara odzyskał ją na następnym etapie, ponieważ Chavanel borykał się z wieloma defektami. Fabian dojechał w pierwszej grupie i oprócz odzyskania żółtej koszulki wyprowadził także swojego kolegę z drużyny Andy'ego Schlecka na dobrą pozycję wyjściową do walki o zwycięstwo w klasyfikacji generalnej. Na tym wyścigu zdołał jeszcze wygrać czasówkę z ogromną przewagą nad trzecim Bertem Grabschem. Drugi Tony Martin stracił do niego 17 sekund. W tym samym roku Szwajcar wystartował także w Vuelta a España, lecz podczas 19. etapu zsiadł z roweru i wycofał się z wyścigu wbrew dyrektorom zespołu (chciał mieć więcej czasu na przygotowania do mistrzostw świata), czym wywołał skandal w środowisku kolarskim oraz złość dyrektorów zespołu. Kilka dni później pojawiła się informacja, że od przyszłego roku Cancellara nie będzie jeździł w barwach drużyny Saxo Bank. Zapowiedział, że decyzję gdzie będzie jeździł w przyszłym roku, podejmie po mistrzostwach świata. Pod koniec września po raz czwarty został mistrzem świata w jeździe indywidualnej, wygrywając z przewagą ponad minuty nad drugim Davidem Millarem z Wielkiej Brytanii podczas mistrzostw świata w Geelong.
Wystartował także na mistrzostwach świata w Kopenhadze w 2011 roku, zajmując w jeździe na czas trzecie miejsce, za Niemcem Tonym Martinem i Brytyjczykiem Bradleyem Wigginsem. Na tej samej imprezie był czwarty w wyścigu ze startu wspólnego, przegrywając walkę o podium z Niemcem André Greipelem. W 2012 roku wystąpił na igrzyskach olimpijskich w Londynie, ale nie odniósł sukcesów. Na około 15 km przed metą wyścigu ze startu wspólnego Cancellara, jadący w czołówce, rozbił się na jednym z zakrętów i do mety dotarł dopiero na 106. pozycji. Po tym upadku Szwajcar nie zdołał stanąć na podium także w jeździe na czas, kończąc rywalizację na siódmej pozycji.
Sezon 2016 był jego ostatnim w zawodowym peletonie. W tym też roku wystartował w igrzyskach olimpijskich w Rio zdobywając swój drugi złoty medal w indywidualnej jeździe na czas.

## Najważniejsze osiągnięcia
1998
- 1. miejsce w mistrzostwach świata juniorów (jazda ind. na czas)

1999
- 1. miejsce w mistrzostwach świata juniorów (jazda ind. na czas)

2000
- 2. miejsce w mistrzostwach świata do lat 23 (jazda ind. na czas)

2001
- 1. miejsce w Tour of Rhodes
  - 1. miejsce na prologu
- 2. miejsce w GP Eddy Merckx (razem z Michaelem Rogersem)
- 2. miejsce w Duo Normand (razem z Michaelem Rogersem)

2002
- 1. miejsce w mistrzostwach Szwajcarii (jazda ind. na czas)
- 1. miejsce w GP Eddy Merckx (razem z László Bodrogim)
- 1. miejsce w GP Erik Breukink
  - 1. miejsce na etapie 3b
- 1. miejsce w Tour of Rhodes
  - 1. miejsce na prologu
- 1. miejsce na 1. etapie Österreich-Rundfahrt
- 1. miejsce na 3. etapie Ytong Bohemia Tour
- 2. miejsce w Chrono des Nations

2003
- 1. miejsce w klasyfikacji punktowej Tour de Romandie
  - 1. miejsce na prologu
- 1. miejsce na prologu Tour de Suisse
- 1. miejsce na 4. etapie Tour of Belgium

2004
- 1. miejsce w mistrzostwach Szwajcarii (jazda ind. na czas)
- 1. miejsce na prologu Tour de France
- 1. miejsce na 1. etapie Setmana Catalana
- 1. miejsce na 4. etapie Tour de Luxembourg
- 1. miejsce na 4. etapie Tour of Qatar
- 4. miejsce w wyścigu Paryż-Roubaix

2005
- 1. miejsce w mistrzostwach Szwajcarii (jazda ind. na czas)
- 1. miejsce na 4. etapie Paryż-Nicea
- 3. miejsce w mistrzostwach świata (jazda ind. na czas)
- 1. miejsce na 5. etapie Setmana Catalana
- 2. miejsce w Tour de Luxembourg
  - 1. miejsce na 3b etapie

2006
- 1. miejsce w mistrzostwach Szwajcarii (jazda ind. na czas)
- 1. miejsce w mistrzostwach świata (jazda ind. na czas)
- 1. miejsce w Post Danmark Rundt
  - 1. miejsce na 2. i 5. etapie
- 1. miejsce w Paryż-Roubaix
- 1. miejsce na 5. etapie Tirreno-Adriático
- 1. miejsce na prologu Volta a Catalunya

2007
- 1. miejsce w mistrzostwach Szwajcarii (jazda ind. na czas)
- 1. miejsce w mistrzostwach świata (jazda ind. na czas)
- 1. miejsce na prologu i 3. etapie Tour de France
  - Lider wyścigu od 1 do 6 etapu
- 1. miejsce na prologu i 9. etapie Tour de Suisse
- 2. miejsce w E3 Harelbeke

2008
- 1. miejsce w igrzyskach olimpijskich (jazda ind. na czas)
- 2. miejsce w igrzyskach olimpijskich (start wspólny)
- 1. miejsce w mistrzostwach Szwajcarii (jazda ind. na czas)
- 1. miejsce w Tirreno-Adriático
  - 1. miejsce na 5. etapie
- 1. miejsce w Strade Bianche
- 1. miejsce w Mediolan-San Remo
- 1. miejsce na 7. i 9. etapie Tour de Suisse
- 1. miejsce na prologu Tour of California
- 1. miejsce na prologu Tour de Luxembourg
- 1. miejsce na 20. etapie Tour de France
- 2. miejsce w Paryż-Roubaix
- 1. miejsce na 1. etapie Tour de Pologne (jazda druż. na czas)

2009
- 1. miejsce w mistrzostwach Szwajcarii (start wspólny)
- 1. miejsce w mistrzostwach świata (jazda ind. na czas)
- 1. miejsce na 1. etapie Tour de France
- 1. miejsce w Tour de Suisse
  - 1. miejsce na prologu i 9. etapie (jazda indyw. na czas)
  -  1. miejsce w klasyfikacji punktowej
- 1. miejsce na prologu Tour of California
- 1. miejsce na 1. i 7. etapie Vuelta a España

2010
- 1. miejsce w Tour of Oman
- 1. miejsce w E3 Prijs Vlaanderen
- 1. miejsce w Ronde van Vlaanderen
- 1. miejsce w Paryż-Roubaix
- 1. miejsce na prologu Tour de Suisse
- 1. miejsce na prologu i 19. etapie Tour de France
- 1. miejsce w mistrzostwach świata (jazda ind. na czas)

2011
- 1. miejsce w mistrzostwach Szwajcarii (jazda ind na czas)
- 1. miejsce w E3 Prijs Vlaanderen
- 1. miejsce na prologu Tour de Luxembourg
- 1. miejsce na 7. etapie Tirreno-Adriático
- 1. miejsce na prologu i 9. etapie Tour de Suisse
- 3. miejsce w mistrzostwach świata (jazda ind. na czas)
- 2. miejsce w Mediolan-San Remo
- 2. miejsce w Paryż-Roubaix
- 3. miejsce w Ronde van Vlaanderen

2012
- 1. miejsce w mistrzostwach Szwajcarii (jazda ind. na czas)
- 1. miejsce na 7. etapie Tirreno-Adriático
- 1. miejsce w Strade Bianche
- 2. miejsce w Mediolan-San Remo
- 1. miejsce na prologu Tour de France

2013
- 4. miejsce w Strade Bianche
- 3. miejsce w Mediolan-San Remo
- 1. miejsce w E3 Harelbeke
- 1. miejsce w Ronde van Vlaanderen
- 1. miejsce w Paryż-Roubaix
- 1. miejsce w mistrzostwach Szwajcarii (jazda ind. na czas)
- 1. miejsce na 7. etapie Österreich-Rundfahrt
- 1. miejsce na 11. etapie Vuelta a España (jazda indyw. na czas)
- 3. miejsce w mistrzostwach świata (jazda ind. na czas)

2014
- 1. miejsce w Ronde van Vlaanderen
- 2. miejsce w Mediolan-San Remo
- 3. miejsce w Paryż-Roubaix
- 1. miejsce w mistrzostwach Szwajcarii (jazda ind. na czas)

2015
- 1. miejsce na 7. etapie Tirreno-Adriático

2016
- 1. miejsce w Strade Bianche
- 1. miejsce na 7. etapie Tirreno-Adriático
- 4. miejsce w Gandawa-Wevelgem
- 2. miejsce w Ronde van Vlaanderen
- 1. miejsce na 1. etapie Tour de Suisse
- 1. miejsce w mistrzostwach Szwajcarii (jazda ind. na czas)
- 1. miejsce w igrzyskach olimpijskich (jazda ind. na czas)

### Klasyczne(jednodniowe) wyścigi kolarskie
| Wyścig            | 2003 | 2004 | 2005 | 2006 | 2007 | 2008 | 2009 | 2010 | 2011 | 2012 | 2013 | 2014 | 2015 | 2016 |
| ----------------- | ---- | ---- | ---- | ---- | ---- | ---- | ---- | ---- | ---- | ---- | ---- | ---- | ---- | ---- |
| Mediolan-San Remo | —    | —    | —    | 25   | 110  | 1    | —    | 17   | 2    | 2    | 3    | 2    | 7    | 31   |
| Tour of Flanders  | 73   | 42   | 62   | 6    | 53   | 23   | DNF  | 1    | 3    | DNF  | 1    | 1    | —    | 2    |
| Paryż-Roubaix     | —    | 4    | 8    | 1    | 19   | 2    | 49   | 1    | 2    | —    | 1    | 3    | —    | 40   |

DNF = Nie ukończył
— = Nie startował

## Rankingi
| Rok                | 2000 | 2001 | 2002 | 2003 | 2004 | 2005 | 2006 | 2007 | 2008 | 2009 | 2010 | 2011 | 2012 | 2013 | 2014 | 2015 | 2016 |
| ------------------ | ---- | ---- | ---- | ---- | ---- | ---- | ---- | ---- | ---- | ---- | ---- | ---- | ---- | ---- | ---- | ---- | ---- |
| UCI World Ranking  | 799. | 219. | 56.  | 99.  | 64.  |      |      |      |      |      |      |      |      |      |      |      |      |
| Puchar Świata      | -    | -    | -    | -    | 12.  |      |      |      |      |      |      |      |      |      |      |      |      |
| UCI ProTour        |      |      |      |      |      | 42.  | 20.  | 70.  | 89.  |      |      |      |      |      |      |      |      |
| UCI World Calendar |      |      |      |      |      |      |      |      |      | 23.  | 14.  |      |      |      |      |      |      |
| UCI World Tour     |      |      |      |      |      |      |      |      |      |      |      | 12.  | 37.  | 7.   | 11.  | 67.  | 22.  |
| World Ranking      |      |      |      |      |      |      |      |      |      |      |      |      |      |      |      |      | 13.  |
| UCI Europe Tour    |      |      |      |      |      |      |      |      |      |      |      |      |      |      |      |      | 48.  |
| UCI Asia Tour      |      |      |      |      |      |      |      |      |      |      |      |      |      |      |      |      | 142. |
| UCI America Tour   |      |      |      |      |      |      |      |      |      |      |      |      |      |      |      |      | 5.   |
|                    |      |      |      |      |      |      |      |      |      |      |      |      |      |      |      |      |      |
| Źródło: UCI        |      |      |      |      |      |      |      |      |      |      |      |      |      |      |      |      |      |